# Секс и дзен
«Секс и дзен» (иер. трад. 玉蒲團之偷情寶鑑, ютпхин: Juk6pou4tyun4 zi1 tau1cing4 bou2 gaam3, пиньинь: Yùpútuán zhī tōuqíng bǎo jiàn, англ. Sex and Zen), встречается также версия названия «Секс и дзен: Ковёр для телесных молитв» — гонконгская эротическая комедия категории III (только для взрослых) режиссёра Майкла Мака, снятая им на студии Golden Harvest по мотивам китайского эротического романа XVII века «Полуночник Вэйян, или Подстилка из плоти». До 2011 года являлся рекордсменом по сборам в прокате (среди фильмов категории III).

## Подготовка к съёмкам и съёмки
В 1988 году в Британском Гонконге была введена система рейтинга кинопродукции, которая вводила отдельную категорию (Категорию III) для «фильмов только для взрослых». В эту категорию попали и эротические фильмы, производство которых ранее было строго ограничено. В скором времени гонконгский кинорынок заполонила низкобюджетная эротика. На волне всевозрастающего интереса к этому жанру компания Golden Harvest, известная в первую очередь фильмами Брюса Ли и Джеки Чана, приняла решение создать дорогостоящую костюмированную картину, которая будет демонстрировать эротику другого уровня. «Мы исходили из успеха „Империи чувств“ в Японии, „Эммануэли“ во Франции и „Калигулы“ в США. Мы подумали, что кино такого плана сработает и в Гонконге», — вспоминал режиссёр Майкл Мак. В качестве основы сюжета был взят один из классических эротических романов Китая «Полуночник Вэйян, или Подстилка из плоти», авторство которого обычно приписывается писателю, драматургу, издателю и театральному деятелю XVII века Ли Юю. Первая экранизация данного произведения была сделана в 1986—1987 годах режиссёром Хо Фанем.
На съёмки картины Рэймонд Чоу — основатель и директор компании Golden Harvest — выделил 12 млн HKD. На должность режиссёра был утверждён малоизвестный режиссёр Майкл Мак, который до этого снимал лишь второсортные боевики. На главную женскую роль режиссёр пригласил уже известную гонконгской публике эротическую актрису Эми Ип, начинающую гонконгскую актрису Изабеллу Чоу, а также японских порнозвёзд Рэну Мураками и Мэри Аюкаву. К моменту появления в «Секс и дзен» Эми Ип уже была известна поклонникам гонконгской эротики, в первую очередь — своими впечатляющими формами, которые она отказывалась обнажать полностью за любые деньги. Изабелла Чоу пришла в кинематограф после неудачного участия в гонконгском конкурсе красоты, но несмотря на эффектную внешность не видела для себя абсолютно никаких перспектив в шоу-бизнесе. Роль в «Секс и дзен» ей предложил Джонни Мак, брат режиссёра, и актриса ответила согласием, понимая, что это её единственный шанс получить известность. Как вспоминал Майкл Мак, основную трудность составлял поиск актёра на главную мужскую роль: далеко не каждый актёр был привлекателен для женской аудитории, а те, которые обладали необходимыми данными, не соглашались сниматься в фильмах категории III. В конечном счёте на главную роль был утверждён малоизвестный актёр Лоуренс Ын.
Готовясь к съёмкам фильма, режиссёр провёл несколько недель в Японии, где изучал продукцию местного кинорынка. В одном из магазинов он натолкнулся на книгу, автор которой под одной обложкой собрал фотографии всех женщин, с которыми вступал в интимную связь. Впрочем, на фотографиях были запечатлены не тела партнёрш, а их лица в момент достижения оргазма. Эти работы повлияли на решение режиссёра уделить особое внимание мимике героев при съёмке постельных сцен. «Я добивался только одного — реалистичности», — признается он в одном из интервью. В погоне за реалистичностью и естественностью сцены переснимались по нескольку раз и уже на половине съёмочного процесса выделенный бюджет был израсходован. Режиссёр полагал, что реалистичности можно добиться лишь тогда, когда актёры чувствуют себя расслабленно и непринуждённо, не испытывают страха и смущения, поэтому много ресурсов было затрачено на создание условий для съёмок, которые создали бы чувство максимального комфорта. На финальной стадии производства фильма, когда производилось наложение звука на видеоряд, режиссёр обнаружил, что в Гонконге нет актёров звука достаточной квалификации, способных озвучить вздохи и стоны героев в постельных сценах. Маку пришлось отвезти ленту в Японию, где подобные специалисты имелись.

## Сюжет
Молодой книжник Вэй Яншэн готовится жениться на Юй Сян, дочери одного из влиятельнейших людей в городе, известного под прозвищем «Господин Железные Врата». Оказавшись в одном из буддийских храмов, он заводит беседу с настоятелем. Настоятель пытается внушить молодому человеку ценности буддизма и предостеречь от стремления к плотским удовольствиям, однако юноша только смеётся. После свадьбы и неудачи в первую брачную ночь, Шэн постепенно (в меру собственных физических возможностей и ориентируясь более на популярный «секс-мануал», чем на реальный опыт) приучает свою чистую и невинную жену к телесным удовольствиям, однако позже оставляет её, отправляясь в «странствие за новыми знаниями», а реально — соблазнять, кого придётся.
В ходе путешествия он случайно заводит знакомство и дружбу со знаменитым неуловимым вором Сай Куньлунем, а узнав наконец, кто его новый друг, уговаривает его поделиться искусством незаметного проникновения в жилища, чтобы получить доступ к большему количеству женщин. Уже было согласившись, Куньлунь обнаруживает, что школяр обладает большими амбициями, но очень скромным достоинством. Сай гневается и обещает научить его искусству проникновения не ранее, чем тот заведет себе орган размером с конский. В скором времени благодаря случаю Шэн находит «подпольного хирурга», умеющего пересаживать органы, и, чуть не оставшись в процессе полным скопцом, обретает искомое. Убедившись, что его не обманули, вор исполняет обещание, и Вэй Яншэн пускается во все тяжкие.
Тем временем, едва распробовавшая вкус плотских услад молодая жена скучает, пытается ублажить себя самостоятельно и, в конце концов, становится жертвой соблазнения могучего садовника. Доигравшись до беременности, она сбегает из дома с любовником, однако тот оказался Ван Ци, мужем одной из соблазненных Шэном женщин, потерявшим из-за происков того жену, дом и тканеторговый бизнес. Из мести садовник продает женщину в бордель, где она, пройдя специальное обучение, в скором времени получает известность как «возвращающая юность» жрица любви.
Проходит время. Вэй Яншэн, растративший из-за избытка секса здоровье, навещает разрекламированный бордель для «омоложения». Не разглядев вначале лица проститутки из-за испорченного зрения, позже узнает жену по знакомой родинке и начинает ругать и проклинать её за бесчестие. В отчаянии, Юй Сян убегает и кончает с жизнью повешением.
Испытавший в жизни множество удовольствий, но не извлекший из них пользы, Вэй Яншэн возвращается к монаху-наставнику. В храме он обнаруживает Ван Ци, который также пришёл к наставнику, пытаясь найти духовное равновесие и избавиться от мук совести. «То, что ты делаешь сегодня, завтра скажется на твоей судьбе. Любовь и ненависть, месть и прощение тесно вплетены в одно бесконечное кольцо». В финальной сцене Ван Ци и Вэй Яншэн, в прошлом — два заклятых врага, обнимаются, как братья.

## Актёры и съёмочная группа
| Актёры - Лоуренс Ын — Вэй Яншэн - Ло Дуэнь — монах - Тянь Фэн — «господин Железные Врата» - Эми Ип — Юй Сян, жена Вэй Яншэна, дочь «господина Железные Врата» - Ло Ле — вор Сай Куньлунь - Элвис Цуй — торговец тканями, позднее садовник Ван Ци - Мари Аюкава — жена Ван Ци - Кент Чэн — подпольный хирург Тянь Цаньцзы - Изабель Чоу — Жуй Чжу - Рена Мураками — Хуа Чэнь - Кэрри Нг — госпожа Гу Сяньнян | Съёмочная группа - Студия: Golden Harvest - Продюсеры: Стивен Сиу, Джонни Мак, Виргиния Лок - Режиссёр: Майкл Мак - Помощники режиссёра: Тин Хиньлам, Эми Чой - Авторы сценария: Ли Инкит и Александр Ли, по мотивам книги Ли Юя - Художник-постановщик: Реймонд Ли - Художник по костюмам: Фун Суйлинь - Композитор: Джозеф Чань - Оператор: Питер Нгор - Монтажёр: Пунь Хун |

## Прокат и критика
Несмотря на весьма ограничивающий прокат рейтинг «категория III» (только для взрослых, аналог NC-17 в американской системе рейтингов), фильм имел значительный коммерческий успех как в самом Гонконге (собрав более 18,4 млн гонконгских долларов и став наиболее коммерчески успешным фильмом своей категории за историю кинематографа Гонконга), так и за рубежом (собрав, в частности, более миллиона долларов США в итальянском прокате).
Критики встретили фильм благосклонно. Обозреватель гонконгской South China Morning Post назвал картину лучшей в ряду костюмированной эротики, которая была произведена в Гонконге за три года, прошедшие с момента ослабления регулирования кинематографа. Он по достоинству оценил тонкий юмор, а также разнообразные акробатические трюки в постельных сценах. «„Секс и дзен“ отваживается на куда меньшее, чем претендует. Он стал продуктом гонконгской среднеклассовой морали и останется памятником тому, что считалось „шокирующим“ в конце 20 века». Американский критик Роджер Эберт отметил, что картина хоть и не шедевр, но демонстрирует сюжет, мораль, хорошую кинематографию, тонкий юмор и Эми Ип, «чтобы посмотреть на которую меня не придётся волочить силком». Кевин Томас высоко оценил работу режиссёра, который, по его мнению, несмотря на всю гротескность происходящего не позволил актёрам скатиться в абсурд и выжал из них максимум возможного. Американский критик Стивен Холден отнёсся к картине куда более прохладно. Он отметил, что для тех, кто воспринимает симуляцию полового акта как реальный акт, картина будет носить налёт лёгкой порнографии, для всех остальных она покажется нахальной подборкой историй о сексуальной одержимости.

## После проката
Успех фильма вызвал волну интереса к костюмированной эротике: за фильмом последовали два псевдо-сиквела (унаследовавшие его прокатное название, но снятые по отдалённым мотивам совершенно других первоисточников — легенды о Лян Шаньбо и Чжу Интай и минской драме Yu tan chun (кит.)), а также ряд костюмированных эротических комедий («Китайская история пыток» (1994), «Секс и император» (1995) и др.). Роль в фильме сделала «иконой жанра» актрису Эми Ип. В то же время, исполнитель главной роли Лоуренс Нг впоследствии признавался, что чувствовал себя весьма неудобно, начиная с прочтения сценария (не отказавшись от съёмок только из-за необходимости выплатить в этом случае большую неустойку), после съёмок (собираясь жениться и завести собственный небольшой бизнес), и до сих пор чувствует досаду от того, что многие до сих пор больше помнят его по «порнороли», чем по более серьезным ролям, например, главной роли нейрохирурга Пола Чаня в успешном медицинском телесериале «Исцеляющие руки».